# Панцер дивизија
Панцер дивизија или немачка оклопна дивизија представљала је борбену формацију формирану у периоду припрема Немачке за Други светски рат.
Овакве борбене дивизије су представљале значајну војну иновацију за то време, која је у великој мери допринела успеху Блицкриг војне доктрине на почетку рата.

## Идеја
У Немачкој је 1930-их година постојала група официра која се бавила изучавањем теорије употребе тенкова. На челу те групе је био Хајнц Гудернијан. Идеја се базирала на томе да борбена оклопна возила буду груписана у засебне велике борбене формције. До тада су оваква возила била подршка пешадији и деловала у оквиру пешадијских јединица. Теорија је предвиђала да овакве јединице буду врло покретљиве како би пратиле брзе промене на ратиштима, а да буду подржане авијацијом уместо артиљеријом, која је за те сврхе била исувише спора.

## Формирање јединица
До 1935. године Немачка војска према одредбама Версајског уговора није смела да поседује тенкове. Гудеријан и други официри који су били заступници доктрине Блицкриг су упознали војнике као и Хитлера са могућностима тенкова. Током 30-их су у немачкој војсци вежбали су помоћу аутомобила са дрвеним и картонским маскама како би се војници упознали на новим начином ратовања. Сам Хитлер је увидео предност тенкова и већ 1933. почиње производња модела Панцер I. Овај модел је произвођен под шифрованим називом „пољопривредни трактор“ како би се избегла сумња западних земаља.
Фебруара 1935. тајно је формирана прва Оклопна бригада у коју су се претопили елементи три коњичка пука. Марта 1935. Хитлер је одбацио обавезе Версајског уговора а прве три оклопне дивизије су формиране у октобру 1935. У наредном периоду се повећавао број тенкова и формиране су нове дивизије, тако да је до септембра1939. године било укупно 6 панцер (оклопних) дивизија са укупно више од 3000 тенкова.

## Организација јединице
Када су прве оклопне дивизије формиране имале су по 561 тенк. До почетка рата, септембра 1939. године, услед повећања броја дивизија, број тенкова по дивизији је опао на 324. Иако су током рата у дивизије увођени нови тенкови, број тенкова по дивизији се константно смањивао услед повећања броја дивизија и губитака.
Организациона структура Панцер дивизије је значајно варирала у периоду 1939-1945, а разлог је недостатак опреме и материјла. Током ратне кампање у Пољској 1939. године шест дивизија које су учествовале у борбама су имале три начина организације, а током кампање у Француској десет дивизија је имало пет различтих начина организације.
Ово је разлог што се организациона структура не може посматрати уопштено, већ од случаја до случаја. Ситуацију додатно компликује чињеница да су панцер дивизије улазиле у саставе различитих већих борбених јединица.
Са великом прецизношћу се може тврдити да су у панцер дивизије 1940. године улазиле следеће јединице:
- Оклопни пук
- Пешадијска бригада
- Артиљеријски пук
- Извиђачки батаљон
- Инжењерски батаљон

## Ангажовање у борбеним дејствима
Ангажовање панцер дивизија у борбеним дејствима може се поделити у два дела и то:
- ангажовање у операцијама пре почетка Другог светског рата
- ангажовање у операцијама током Другог светског рата.

Панцер дивизије су учествовале у свим већим операцијама које је немачка војска водила почев од анексије Аустрије 1938. године па до краја Другог светског рата.

## Списак Панцер дивизија
| Назив дивизије                 | Претходни или алтернативни називи                                                               | Време постојања                         |
| ------------------------------ | ----------------------------------------------------------------------------------------------- | --------------------------------------- |
| 1. Панцер дивизија             |                                                                                                 | од 15. септембра 1935. до 8. маја 1945. |
| 2. Панцер дивизија             |                                                                                                 | од 15. септембра 1935. до 8. маја 1945. |
| 3. Панцер дивизија             |                                                                                                 | од 15. септембра 1935. до 8. маја 1945. |
| 4. Панцер дивизија             |                                                                                                 | од 10. новембра 1938. до 8. маја 1945.  |
| 5. Панцер дивизија             |                                                                                                 | од 24. новембра 1938. до 8. маја 1945.  |
| 6. Панцер дивизија             | 1. Лака дивизија                                                                                | од 18. септембра 1939. до 8. маја 1945. |
| 7. Панцер дивизија             | 2. Лака дивизија                                                                                | од 18. септембра 1939. до 8. маја 1945. |
| 8. Панцер дивизија             | 3. Лака дивизија                                                                                | од 16. септембра 1939. до 8. маја 1945. |
| 9. Панцер дивизија             | 4. Лака дивизија                                                                                | од 3. јануара 1940. до 8. маја 1945.    |
| 10. Панцер дивизија            |                                                                                                 | од 1. априла 1939. до 30. јуна 1943.    |
| 11. Панцер дивизија            |                                                                                                 | од 1. августа 1940. до 8. маја 1945.    |
| 12. Панцер дивизија            | 2. пеашадијско-моторизована дивизија                                                            | од октобра 1940. до 8. маја 1945.       |
| 13. Панцер дивизија            | 13. Пеашадијско-моторизована дивизија                                                           | од 11. септембра 1940. до јануара 1945. |
| 14. Панцер дивизија            | 4. Пешадијска дивизија                                                                          | од августа 1940. до маја 1945           |
| 15. Панцер дивизија            | 33. Пешадијска дивизија, касније 15. Панцергренадиска дивизија                                  | од октобра 1940. до маја 1945           |
| 16. Панцер дивизија            | 16. Пешадијска дивизија                                                                         | од августа 1940. до маја 1945           |
| 17. Панцер дивизија            | 27. Пешадијска дивизија                                                                         | од новембра 1940. до маја 1945          |
| 18. Панцер дивизија            | касније 18. Артиљеријска дивизија                                                               | од октобра 1940. до 7. септембра 1943   |
| 19. Панцер дивизија            | претходно 19. Пешадијска дивизија                                                               | од 1. новембра 1940. до маја 1945       |
| 20. Панцер дивизија            |                                                                                                 | од 15. септембра 1940. до маја 1945     |
| 21. Панцер дивизија            | 5. Лака дивизија                                                                                | од 1. августа 1941. до 8. маја 1945.    |
| 22. Панцер дивизија            |                                                                                                 | од септембра 1941. до марта 1943.       |
| 23. Панцер дивизија            |                                                                                                 | од 14. марта 1942. до 8. маја 1945.     |
| 24. Панцер дивизија            | 1. Коњичка дивизија                                                                             | од 28. новембра 1941. до 8. маја 1945.  |
| 25. Панцер дивизија            |                                                                                                 | од априла 1942. до маја 1945            |
| 26. Панцер дивизија            | 23. Пешадијска дивизија                                                                         | од јула 1942. до маја 1945              |
| 27. Панцер дивизија            |                                                                                                 | од септембра 1942. до фебруара 1943     |
| 116. Панцер дивизија           | 116. Пешадијска дивизија, 116. Моторизовано-пешадијска дивизија, 116. Панцергренадиска дивизија | од 28. марта 1944. до априла 1945       |
| 155. Резервна панцер дивизија  |                                                                                                 |                                         |
| Панцер дивизија број 178       |                                                                                                 |                                         |
| 179. Резервна панцер дивизија  |                                                                                                 |                                         |
| 232. Панцер дивизија           |                                                                                                 |                                         |
| 233. Резервна панцер дивизија  |                                                                                                 |                                         |
| 273. Резервна панцер дивизија  |                                                                                                 |                                         |
| Панцер дивизија Feldherrnhalle |                                                                                                 |                                         |
| Панцер дивизија Jüterbog       |                                                                                                 |                                         |
| Панцер дивизија Kempf          |                                                                                                 |                                         |
| Панцер дивизија Kurmark        |                                                                                                 | од фебруара 1942. до 8. маја 1945       |
| Панцер дивизија Lehr           | 130. Панцер дивизија                                                                            | од новембра 1943. до априла 1945        |
| Панцер дивизија Müncheberg     |                                                                                                 | од 8. марта 1945. до 8. маја 1945       |